# Alexander Baring, 1.º Barão Ashburton
Retrato de Alexander Baring, Lord Ashburton, por George Peter Alexander Healy, 1842
Alexander Baring, 1.º Barão Ashburton (Londres, 27 de outubro de 1774 — Longleat House, 12 de maio de 1848) foi um político, diplomata, nobre, financista, colecionador de arte britânico e membro da família Baring. Baring era o segundo filho de Francis Baring, 1.º Baronete, e sua esposa Harriet, filha de William Herring.

## Juventude
Alexander nasceu em 27 de outubro de 1774. Era o segundo filho de Harriet Herring (1750–1804) e Francis Baring, 1.º baronete (1740–1810). Entre seus irmãos estavam Maria (mãe de Francis Stainforth), Thomas, Henry (membro do Parlamento por Bossiney e Colchester) e George Baring (fundador da empresa comercial Dent & Co. em Hong Kong). Seu pai, juntamente com seu tio, John Baring, fundou a empresa comercial londrina John and Francis Baring Company, que mais tarde se tornou o Barings Bank.
Seus avós paternos eram Elizabeth Vowler e Johann Baring, um comerciante de lã que emigrou da Alemanha para a Inglaterra em 1717 e estabeleceu a família na Inglaterra. Seu avô materno era o comerciante William Herring, de Croydon, e entre os parentes de sua mãe estava seu primo, Thomas Herring, arcebispo da Cantuária.

## Carreira
Alexander foi criado no negócio do pai e tornou-se sócio do banco neerlandês Hope & Co. Mais tarde, foi enviado aos Estados Unidos para realizar vários negócios imobiliários e formou amplas conexões com famílias americanas ricas e socialmente proeminentes. Em 1807, Alexander tornou-se sócio da empresa financeira da família, com seus irmãos Thomas Baring, 2.º Baronete (1772–1848), e Henry Baring (1777–1848), e o nome foi então alterado para Baring Brothers & Co. Quando Henry Hope morreu em 1811, os escritórios da Hope & Company em Londres se fundiram com o banco Baring Brothers & Co.

### Carreira política
Baring ocupou um lugar no Parlamento, na Câmara dos Comuns, representando Taunton entre 1806 e 1826, depois Callington entre 1826 e 1831, e posteriormente Thetford entre 1831 e 1832, seguindo-se North Essex entre 1832 e 1835. Em 1835, foi elevado a Lorde Temporal na câmara alta do Parlamento, a Câmara dos Lordes, ocupando o cargo em Londres por 13 anos, até sua morte em 1848.
Ele via a política do ponto de vista do empresário e se opôs às ordens do conselho para “as restrições ao comércio com os Estados Unidos” em 1812, antes que as trágicas hostilidades fossem retomadas entre as duas nações de língua inglesa na Guerra Anglo-Americana de 1812. Quinze anos depois, em 1826, ele também se opôs à lei para a supressão de notas de pequeno valor, bem como a outras reformas. Aceitou o importante cargo de Chanceler do Tesouro no governo proposto pelo vencedor da decisiva Batalha de Waterloo, em junho de 1815, o famoso general do Exército Britânico e agora primeiro Duque de Wellington, em seu ministério projetado para 1832 como primeiro-ministro; mas depois, alarmado com o tipo de homens que então serviam no Parlamento, declarou: “ele enfrentaria mil demônios antes de uma Câmara dos Comuns como essa”. Após o pânico financeiro de 1847 e a recessão econômica subsequente, Baring liderou um movimento monetário bimetalista externo na esperança de impedir a restrição indevida da moeda britânica e da cunhagem da libra esterlina.
Baring foi Mestre da Casa da Moeda no governo do primeiro-ministro Robert Peel e, com a aposentadoria de Peel em 1835, foi elevado à nobreza como Barão Ashburton, de Ashburton, no condado de Devon, um título anteriormente detido por seu tio político, John Dunning, 1.º Barão Ashburton (1731–1783).

Em 1842, foi novamente enviado à América, em uma importante missão diplomática, e no mesmo ano concluiu o Tratado Webster-Ashburton, negociado na capital federal americana, Washington, D.C., com o Secretário de Estado dos Estados Unidos, Daniel Webster. Foi alcançado um acordo sobre a fronteira nordeste do estado do Maine com as províncias vizinhas ao norte da Nova Escócia, Novo Brunswick e Quebec, no vizinho Canadá da América do Norte Britânica, além de outras questões pendentes entre os dois governos, como a extradição de certos criminosos, que foi acordada, e cada estado concordou em manter uma esquadra naval de pelo menos oitenta canhões a bordo de navios de guerra na costa da África Ocidental para a supressão do comércio transatlântico de escravos, e os dois governos concordaram em unir-se em um esforço militar naval conjunto para persuadir outras potências europeias a fechar todos os mercados de escravos dentro de seus territórios coloniais.
Apesar de sua atitude anterior, Lorde Ashburton desaprovava as políticas de livre comércio do primeiro-ministro Robert Peel e se opunha à Lei do Banco de 1844.
Ashburton foi curador do Museu Britânico e da Galeria Nacional, conselheiro privado e Doutor em Direito Civil. Além de vários discursos, publicou An Enquiry into the Causes and Consequences of ... Orders in Council (1808) e The Financial and Commercial Crisis Considered (1847).
Baring recebeu uma indenização quando a escravidão foi abolida no Império Britânico em 1833. Recebeu £ 10 090 libras esterlinas em compensação pela emancipação de quase 500 escravos negros em quatro propriedades no território colonial da Guiana Britânica (atual Guiana) na costa nordeste da América do Sul e na colônia insular de São Cristóvão, na cadeia de ilhas das Índias Ocidentais, no mar do Caribe e no Golfo do México, nas Américas/hemisfério ocidental, devido aos seus interesses nessas plantações.

## Vida pessoal
Em 23 de agosto de 1798, Ashburton casou-se com Ann Louisa Bingham (1782–1848), filha de Ann Willing Bingham e William Bingham, da Filadélfia, Pensilvânia, que serviu como senador dos Estados Unidos e foi um dos homens mais ricos da América, tendo feito fortuna durante a Guerra de Independência dos Estados Unidos (1775–1783), através do comércio e da propriedade de navios de guerra corsários. Seu avô materno era Thomas Willing (1731–1821), presidente do Primeiro Banco dos Estados Unidos na Filadélfia, uma das instituições financeiras americanas mais importantes da época. Juntos, eles tiveram nove filhos:
- Bingham Baring, 2.º Barão Ashburton (1799–1864), que se casou com Harriet Mary Montagu, filha mais velha de George Montagu, 6.º Conde de Sandwich.[9]
- Francis Baring, 3.º Barão Ashburton (1800–1868), que se casou com Hortense Maret (c. 1812–1882), filha de Hugues-Bernard Maret, Duque de Bassano, primeiro-ministro da França.
- Harriet Baring (1804–1892), casou-se com Henry Thynne, 3.º Marquês de Bath.[10]
- Frederick Baring (1806–1868), reitor de Itchen Stoke, casou-se com Frederica Ashton em 24 de abril de 1831.[8]
- Anne Eugenia Baring (morta em 1839), casou-se com Humphrey St John-Mildmay.[8]
- Alexander Baring (1810–1832), que morreu a bordo do HMS Alfred no Mediterrâneo.[8]
- Arthur Baring (1818–1838), que morreu solteiro.[8]
- Louisa Emily Baring (morta em 1888)[8]
- Lydia Emily Baring (morta em 1868)[8]

Em 1830, Ashburton comprou a propriedade rural Rudhall Manor em Herefordshire, Inglaterra.
Lorde Ashburton morreu aos 73 anos em 12 de maio de 1848 em Longleat, em Wiltshire, Inglaterra. Sua viúva, Ann Louisa, morreu sete meses depois, em 5 de dezembro de 1848.

### Descendentes
Através do seu filho mais velho, foi avô de Mary Florence Baring (1860–1902), que se casou com William Compton, 5.º Marquês de Northampton. Por meio de seu segundo filho, ele foi avô de Alexander Baring, 4.º Barão Ashburton (1835–1889), e Maria Anne Louisa Baring (1833–1928), que se casou com William FitzRoy, 6.º Duque de Grafton.

## Citações
Desta grande família mercantil o Duque de Richelieu espirituosamente observou: “Há seis principais potências da Europa: Grã-Bretanha, França, Áustria-Hungria, Rússia, Prússia e os Irmãos Baring!”
(Vicary Gibbs, do “Complete Peerage” 1910).